# Muiria
Genre
Classification phylogénétique
Muiria N.E.Br. est un genre de plante de la famille des Aizoaceae.
Muiria N.E.Br., in Gard. Chron., ser. 3. 81: 116 (1927)
Type : Muiria hortenseae N.E.Br.

## Liste des espèces
Muiria N.E.Br. est, à ce jour, un genre monotype.
- Muiria hortenseae N.E.Br.